# Леониха (городской округ Лосино-Петровский)
Леониха — деревня в городском округе Лосино-Петровский Московской области России.

## Население
| 1852 | 1859 | 1869 | 1899 | 1926 | 2002 | 2006 | 2010 |
| ---- | ---- | ---- | ---- | ---- | ---- | ---- | ---- |
| 45   | ↗117 | ↘94  | ↘50  | ↗90  | ↗161 | ↘153 | ↗246 |

## География
Деревня Леониха расположена на северо-востоке Московской области, в западной части городского округа Лосино-Петровский, примерно в 17 км к северо-востоку от Московской кольцевой автодороги и 6 км к юго-востоку от одноимённой железнодорожной станции города Щёлково (по дорогам — около 7 км).
В 2 км севернее деревни проходит Щёлковское шоссе А103, в 2 км к северо-востоку — Монинское шоссе Р109, в 8 км к югу — Горьковское шоссе М7; менее, чем в 1 км к западу, — пути хордовой линии Мытищи — Фрязево Ярославского направления Московской железной дороги. Ближайшие населённые пункты — посёлки Биокомбината и Звёздный городок, ближайшая железнодорожная станция — платформа Бахчиванджи.
В деревне 14 улиц, приписаны территория дачно-строительного кооператива (ДСК) и 7 садоводческих товариществ (СНТ).
Связана автобусным сообщением с городом Москвой.

## История
В середине XIX века относилась ко 2-му стану Богородского уезда Московской губернии и принадлежала тайному советнику Сергею Степановичу Ланскому. В деревне было 8 дворов, крестьян 27 душ мужского пола и 18 душ женского.
В «Списке населённых мест» 1862 года — владельческая деревня 2-го стана Богородского уезда Московской губернии по правую сторону Стромынского тракта (из Москвы в Киржач), в 21 версте от уездного города и 2 верстах от становой квартиры, при колодце, с 12 дворами и 117 жителями (56 мужчин, 61 женщина).
По данным на 1869 год — деревня Осеевской волости 3-го стана Богородского уезда с 21 двором, 19 деревянными домами и 94 жителями (40 мужчин, 54 женщины), из которых 1 грамотный. Имелось 8 лошадей, 5 единиц рогатого и 3 единицы мелкого скота.
В 1913 году — 18 дворов.
По материалам Всесоюзной переписи населения 1926 года — деревня Жарковского сельсовета Щёлковской волости Московского уезда в 2,5 км от Стромынского шоссе и 3 км от станции Монино Северной железной дороги, проживало 90 жителей (46 мужчин, 44 женщины), насчитывалось 16 крестьянских хозяйств.
С 1929 года — населённый пункт Московской области в составе:
- Анискинского сельсовета Щёлковского района (1929—1959, 1960—1963, 1965—1994)[19][20][21],
- Анискинского сельсовета Балашихинского района (1959—1960)[22][23],
- Анискинского сельсовета Мытищинского укрупнённого сельского района (1963—1965)[24],
- Анискинского сельского округа Щёлковского района (1994—2006)[21],
- сельского поселения Анискинское Щёлковского муниципального района (2006—2018)[25][26].
- городского округа Лосино-Петровский Московской области (23.05.2018 — н.в.)[27]

## Кладбище
На кладбище деревни похоронены многие члены отряда космонавтов СССР и России, а также лётчики-испытатели.

## Русская православная церковь
Церковь Иконы Божией Матери Казанская. Небольшая деревянная церковь построена в 2003 году.